# Jakrayut Vivatvanit
Jakrayut Vivatvanit (thailändisch จักรายุทธ์ วิวัฒน์วานิช, * 3. November 1998 in Sattahip) ist ein thailändischer Fußballspieler.

## Karriere
Jakrayut Vivatvanit stand bis Mai 2021 beim Marines Eureka FC unter Vertrag. Mit dem Verein aus der Provinz Rayong spielte in der dritten Liga, der Thai League 3. Hier trat der Klub in der Eastern Region an. Zur Saison 2021/22 wechselte er zum Zweitligisten Navy FC nach Sattahip. Sein Zweitligadebüt gab er am 5. September 2021 (1. Spieltag) im Auswärtsspiel beim Phrae United FC. Hier wurde er in der 76. Minute für Panuwat Meenapa eingewechselt. Phrae gewann das Spiel mit 4:0. Am Ende der Saison 2021/22 musste er mit der Navy als Tabellenletzter in die dritte Liga absteigen. Für die Navy absolvierte er 30 Zweitligaspiele. Nach dem Abstieg verließ er Sattahip und ging ins nahegelegene Rayong, wo er sich dem Zweitligisten Rayong FC anschloss. Nach der Hinrunde und zehn Zweitligaspielen wurde sein Vertrag im Dezember 2022 aufgelöst. Im gleichen Monat unterschrieb er in Sattahip einen Vertrag beim Drittligisten Fleet FC. Mit dem Klub spielt er in der Eastern Region der Liga.